# Eilema predotae
Eilema predotae är en fjärilsart som beskrevs av Karl Schawerda 1927. Eilema predotae ingår i släktet Eilema och familjen björnspinnare. Inga underarter finns listade i Catalogue of Life.